# Prosper Sassen

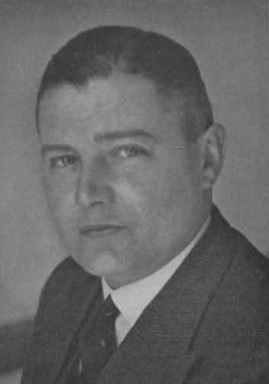
P.M.H. Sassen (ca. 1938)

Prosper Maria Hubert Sassen (Breda, 2 juni 1902 — Nijmegen, 14 juni 1988) was een Nederlands politicus.
Hij werd geboren als zoon van George Marie Hubert Sassen (1873-1953; griffier arrondissementsrechtbank) en Maria Coleta Ludovica van Weel. Hij ging naar het Willibrorduscollege in Katwijk en is in 1927 afgestudeerd in de rechten aan de Universiteit van Amsterdam. Daarna was Sassen advocaat en procureur in Breda en Roosendaal. In 1930 vestigde hij zich als zodanig in Nijmegen. In oktober 1935 werd hij de burgemeester van Ubbergen. In de periode van 1945 tot 1946 was hij bovendien waarnemend burgemeester van de gemeente Millingen. Sassen ging in juli 1967, na bijna 32 jaar burgemeester van Ubbergen te zijn geweest, met pensioen. Hij overleed in 1988 op 86-jarige leeftijd.